# Salim Bachi
Salim Bachi (1971) è uno scrittore algerino.
Dal 1997 vive a Parigi.

## Opere
- Il silenzio di Maometto (Epoché, 2009)

## Premi
Nel corso della sua attività letteraria ha ottenuto numerosi riconoscimenti, tra cui il Prix Goncourt du premier roman, la Bourse Prince Pierre de Monaco de la découverte, il Prix littéraire de la vocation della Marcel Bleustein-Blanchet Foundation e il Prix Tropiques.